# Pseudophilautus halyi
Espèce
Synonymes
- Ixalus halyi Boulenger, 1904
- Philautus halyi (Boulenger, 1904)

Statut de conservation UICN

 EX  : Éteint
Pseudophilautus halyi est une espèce éteinte d'amphibiens de la famille des Rhacophoridae. 

## Répartition
Elle était endémique du Sri Lanka. Le lieu de sa découverte, Pattipola, ne peut être situé avec précision désormais. Malgré de nombreuses recherches aucune nouvelle observation n'a été faite depuis plus de cent ans,.

## Description
Cette espèce n'est connue que par son holotype, un mâle mesurant 27,7 mm. Son dos, rugueux, était de brun rougeâtre avec des taches sombres ; son ventre et ses flancs étaient blancs. La ligne vertébrale était légèrement boursoufflée.

## Étymologie
Son nom d'espèce, halyi, fait référence à Amyrald Haly qui a collecté l'unique spécimen en 1899.

## Publication originale
- Boulenger, 1904 : Descriptions of three new frogs from southern India and Ceylon. Journal of the Bombay Natural History Society, vol. 15, p. 430-431 (texte intégral).